# Ауторитарност
Ауторитарност је друштвени однос који фаворизује претерано поштовање ауторитета власти али и појединих личности као неприкосновених арбитара у свим значајним питањима од важности за социјалну организацију живота, институције и политику. Из тога проистиче трајна и радикална неједнакост учесника у друштвеном животу и њихова немогућност да слободно исказују и задовољавају своје потребе и интересе. Идеологија ауторитарности која може прећи у идеологију ауторитаризма је антидемократска, потцењује вредности појединца, оправдава идеју силе и почива на ауторитарном систему вредности. Овакав систем вредности најчешће се остварује принудним средствима преко државних институција и органа, политичких странака, верских група, система образовања или било којих других група за притисак.
Ауторитарност је облик владавине који се одликује одбацивањем политичке плуралности, употребом јаке централне моћи за очување политичког статуса куо и редукцијом владавине права, поделом власти и демократским гласањем. Политиколози су створили многе типологије које описују варијације ауторитарних облика владавине. Ауторитарни режими могу бити аутократске или олигархијске природе и могу се заснивати на владавини странке или војске. Државе које имају замагљено разграничење између демократије и ауторитаризма понекад су окарактерисане као „хибридне демократије“, „хибридни режими“ или „конкурентске ауторитарне“ државе.
У једном утицајном делу из 1964. године, политиколог Хуан Линц дефинисао је ауторитаризам у виду четири својства:
1. Ограничени политички плурализам, остварен уз ограничења законодавне власти, политичких партија и интересних група.
2. Политички легитимитет заснован на позивима на емоције и идентификацији режима као неопходног зла за борбу против „лако препознатљивих друштвених проблема, попут неразвијености или побуне”.
3. Минимална политичка мобилизација и сузбијање антирежимских активности.
4. Лоше дефинисана извршна овлашћења, често нејасна и променљива, што проширује моћ извршне власти.[11][12]

Према уској дефиницији, ауторитарној влади недостају слободни и конкурентни директни избори за законодавна тела, слободни и конкурентни директни или индиректни избори за руководиоце, или обоје. Широко дефинисано, ауторитарне државе укључују земље којима недостају грађанске слободе, попут слободе вероисповести, или земље у којима се влада и опозиција не измењују на власти након слободних избора. Ауторитарне државе могу номинално садржати демократске институције као што су политичке партије, законодавна тела и избори којима се управља тако да учвршћују ауторитарну власт, и могу да обављају лажне, неконкурентне изборе. У контексту демократског назадовања, научници имају тенденцију да идентификују ауторитарне политичке лидере на основу одређених тактика, као што су: политизација независних институција, ширење дезинформација, увеличавање извршне власти, прогон дисидената, циљање угрожених заједница, подстицање насиља и корумпирање избора. Од 1946. године удео ауторитарних држава у међународном политичком систему повећавао се до средине 1970-их, али је од тада био у падању до 2000.

## Карактеристике
Ауторитарност карактерише високо концентрисана и централизована моћ владе коју одржава политичка репресија и искључење потенцијалних изазивача. Користе се политичке партије и масовне организације за мобилизацију људи око циљева режима. Адам Прзеворски је теоретисао да „ауторитарна равнотежа почива углавном на лажима, страху и економском просперитету”.
Ауторитаризам такође тежи да прихвати неформално и нерегулисано вршење политичке моћи, лидерство које је „самозвано чак и ако је изабрано не може бити замењено слободним избором грађана међу конкурентима“, произвољно лишавање грађанских слобода и мало толеранције према смисленој опозицији. Низ друштвених контрола такође настоји да угуши цивилно друштво, док се политичка стабилност одржава контролом и подршком оружаних снага, бирократије у којој ради режим и успостављање оданости различитим средствима социјализације и индоктринације.
Ауторитарност је обележена „неограниченим политичким мандатом“ владара или владајуће странке (често у једнопартијској држави) или других ауторитета. Прелазак са ауторитарног система на демократски облик власти назива се демократизација.